# 奥霧ヶ峰八島高原荘
奥霧ヶ峰八島高原荘（おくきりがみねやしまこうげんそう）は、長野県諏訪郡下諏訪町、八島湿原付近にある宿泊施設である。

## 山荘のデータ
宿泊費は一泊二食9000円からで、ゴールデンウィークから10月中旬頃まで営業している。
オーナーは第36次南極地域観測隊昭和基地、第44次南極地域観測隊ドームふじ観測拠点にて調理隊員として越冬。
所謂、南極料理人の一人である。

### アクセス

#### 自動車
中央自動車道東京方面からは諏訪IC、名古屋方面からは岡谷ICが最寄り。

#### 電車
中央本線上諏訪駅下車、上諏訪駅からはアルピコ交通のバス、霧ヶ峰行きに乗車、霧ヶ峰インターチェンジ下車。霧ヶ峰インターチェンジからは高原荘の送迎車が依頼できる。

## 近隣の施設
- 八島ヶ原湿原
- 御射山遺跡
- 霧ヶ峰
  - 鷲ヶ峰（1,798m）
  - 車山（1,925m）
    - 車山気象レーダー観測所
    - 車山高原スキー場

  - 蝶々深山（1,836m）
- 和田峠